# John F. Kennedy Presidential Library and Museum

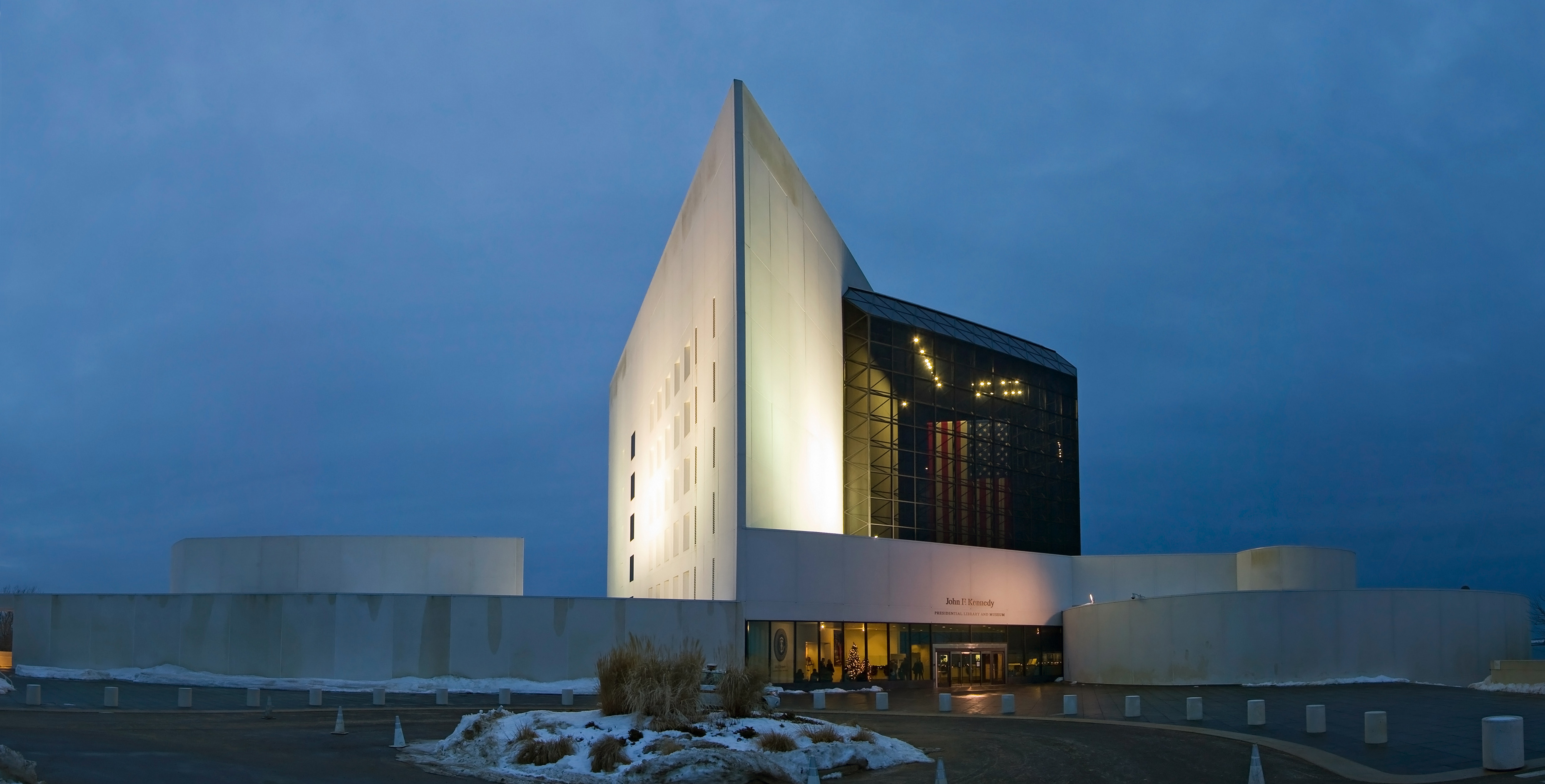
Biblioteka Johna F. Kennedy’ego

John F. Kennedy Presidential Library and Museum – biblioteka prezydencka i muzeum poświęcone Johnowi Fitzgeraldowi Kennedy’emu (1917-1963), 35. prezydentowi Stanów Zjednoczonych (1961–1963).

## Historia
20 września 1961 roku prezydent John F. Kennedy zaproponował utworzenie biblioteki prezydenckiej w Cambridge w Massachusetts. Na miesiąc przed śmiercią odwiedził on Cambridge i wybrał miejsce obok Harvard Business School, w którym miała powstać biblioteka. Miały w niej być przechowywane dokumenty związane z jego prezydenturą i gdzie miałby swoje biuro po przejściu na emeryturę. Po jego śmierci w 1963 roku rodzina zdecydował, że Biblioteka i Muzeum będzie jedynym oficjalnym narodowym pomnikiem prezydenta Kennedy’ego. Uzgodniono wtedy, że powstanie muzeum, archiwum i instytut edukacyjny. 5 grudnia 1963 roku została zarejestrowana w Massachusetts John Fitzgerald Kennedy Library, fundacja, która miała zebrać fundusze, zbudować i wyposażyć bibliotekę w Massachusetts. Na budowę biblioteki i Muzeum Johna F. Kennedy’ego oraz utworzenie i wyposażenie Instytutu na Harvardzie zebrano 20,8 miliona dolarów. W 1966 roku przekazano 8 milionów Uniwersytetowi Harvarda na utworzenie instytutu (Institute of Politics). 1 października 1969 roku w Waltham została otwarta Biblioteka prezydencka Johna F. Kennedy’ego. Z powodu protestów mieszkańców Cambrige i przedłużającej się procedury przekazania terenu pod budowę budynku biblioteki w 1975 roku zrezygnowano z lokalizacji wskazanej przez prezydenta wybierając nową w pobliżu kampusu University of Massachusetts Boston w Columbia Point w Dorchester w dzielnicy Bostonu w stanie Massachusetts. Budynek zaprojektowany przez architekta Ieoh Ming Pei został ukończony w październiku 1979 roku.
W 1984 roku miała miejsce reorganizacja John Fitzgerald Kennedy Library Corporation, która została zarejestrowana jako John F. Kennedy Library Foundation.

## Budynek
Ieoh Ming Pei w grudniu 1964 roku przygotował projekt budynku, który miał stanąć obok budynku Uniwersytetu Harvarda w Cambridge. Miał on mieć kształt ściętej szklanej piramidy. Kolejny projekt budynku został dostosowany do lokalizacji. Działka o powierzchni 9,5 akrów mieściła się na końcu 280-hektarowego półwyspu Columbia Point. Teren na którym zbudowano budynek został podniesiony o prawie 5 metrów (15 stóp). Budowę rozpoczęto w sierpniu 1977 roku wbijając ponad 400 betonowych pali w grunt. Budynek miał kształt trójkątnej dziewięciopiętrowej wieży w której umieszczono archiwum, bibliotekę i biura obok której umieszczono dwupiętrowy budynek na przestrzeń wystawienniczą i dwa teatry oraz 115 metrowy pawilon pamięci.